# عروج انسان
عروج انسان (به انگلیسی: The Ascent of Man) یک مجموعۀ تلویزیونی مستند ۱۳ قسمتی بریتانیایی است که توسط بی‌بی‌سی و Time-Life Films، اولین بار در سال ۱۹۷۳ پخش شد. نویسنده و مجری این مستند، ریاضی‌دان و مورخ علم لهستانی-بریتانیایی ژاکوب برونوفسکی است. او اقتباسی مکتوب نیز از این مستند تألیف کرده است.